# Jodi Taylor (scrittrice)
Jodi Taylor (...) è una scrittrice britannica di romanzi e racconti a carattere storico e fantastico.

## Biografia
Jodi Taylor è nata a Bristol e ha frequentato la scuola a Gloucester.
Con suo marito si è trasferita nello Yorkshire dove ha lavorato per il North Yorkshire County Council per quasi 20 anni in vari uffici, tra cui quello di responsabile delle strutture della biblioteca.
Il suo primo libro, Just One Damned Thing After Another, è stato auto-pubblicato su due siti di download. Quel manoscritto è stato successivamente acquistato da Accent Press, che ha pubblicato tutti i suoi lavori successivi fino a dicembre 2018. Headline Publishing Group è diventata responsabile della pubblicazione dei suoi lavori a partire da gennaio 2019.
La Taylor vive nel Gloucestershire.

## Opere
La serie per cui è più conosciuta racconta le vicende dello staff del St Mary’s Institute of Historical Research, in particolar modo della storica Dr. Madeleine “Max” Maxwell che, come viaggiatrice temporale, deve investigare sui principali eventi storici dell'epoca contemporanea.
- La confraternita degli storici curiosi (Just One Damned Thing After Another), Milano, Corbaccio, 2020, ISBN 9788867006489
- Le esotiche scorribande degli storici curiosi (A Symphony of Echoes), Milano, Corbaccio, 2020, ISBN 9788867006496
- Un insospettabile ladro di specchi (A Second Chance), Milano, Corbaccio, 2022, ISBN 9788867008650
- A Trail Through Time (July 2014)
- No Time Like the Past (February 2015)
- What Could Possibly Go Wrong? (August 2015)
- Lies, Damned Lies, and History (May 2016)
- And the Rest is History (April 2017)
- An Argumentation of Historians (May 2018)
- Hope For the Best (May 2019)
- Plan For The Worst (April 2020)
- Another Time Another Place (April 2021)
- A catalogue of Catastrophe (April 2022)